# Јукагири
Јукагири (рус. Юкагиры, самозвани: одул, деткиль) је народ у Источном Сибиру, који насељава басен ријеке Колима. Око хиљаду и двеста људи живи у Републици Јакутији (Саха), остали живе у Магаданској области и у Чукотском аутономном округу.

## Распрострањеност и подгрупе
Већина насеља Тундра Јукагира се налази у Нижњеколимском рејону Републике Јакутије, а Тајга Јукагира у Верхњеколимском рејону Републике Јакутије и Среднеканском рејону Магаданске области. Ова подјела није само географска већ културна и језичка. Двије групе се саме међусобно разликују. У Нижњеколимском рејону Тундра Јукагири су традиционално одгајивачи ирваса, као и припадници сусједних народа Евена и Чукча, а у Верхњеколимском рејону Тајга Јукагири су ловци и сакупљачи. Јукагири још живе и у Среднеканском градском округу Магданске области Руске Федерације.

## Популација
Према резултатима пописа становништва Руске Федерације, Јукагира је 2010. било 1.603.

## Језик
Јукагири употребљавају два језика из јукагирске породице језика, а то су северни јукагирски (тундра јукагирски или вадулски), којим говоре Тундра Јукагири и јужни јукагирски (колимски или одулски) језик, којим говоре Тајга Јукагири.